# 1994

## Події
- 1 січня — Греція розпочала головування в Раді ЄС[1].
- лютий — перемога 16-річної української фігуристки Оксани Баюл на зимових Олімпійських іграх.
- березень — Парламентські вибори в Італії 1994. Перемога новостворених партій «Вперед, Італіє», «Ліга Півночі», «Національний альянс».
- 15 березня — прийняття Конституції Республіки Білорусь;
- 5 травня — Вірменія, Азербайджан і невизнана Нагірно-Карабаська Республіка підписали Бішкекський протокол, одним із пунктів якого було перемир'я між сторонами карабаської війни.
- 6 травня — урочисто відкрито Євротунель.
- 1 липня — Німеччина розпочала головування в Раді ЄС[1].
- 10 липня — Леонід Косаківський обраний мером Києва на перших в історії міста прямих загальних виборах.
- 21 липня — вступ на посаду міністра внутрішніх справ України Радченка Володимира Івановича.
- 26 жовтня — Йорданія та Ізраїль підписали мирний договір, завершивши 46-річний конфлікт.
- 5 грудня — підписання Будапештського меморандуму про без'ядерний статус України.
- 12 грудня — початок Першої російсько-чеченської війни.
- Вийшла друком 13-та редакція американського підручника з внутрішніх хвороб Основи внутрішньої медицини за Т. Гарісоном.
- Заснування української телекомунікаційної компанії Київстар.
- Утворено Консорціум Всесвітньої Павутини.

## Народились
Див. також: Категорія:Народились 1994
- 1 лютого — Гаррі Стайлс, британський співак та композитор, учасник гурту One Direction.
- 5 лютого — Антон Тимошенко, український стендап-комік, радіоведучий.
- 6 лютого — Чарлі Гітон, англійський актор і музикант.
- 21 лютого — Skofka, український реп-виконавець.
- 23 лютого — Дакота Феннінг, американська акторка.
- 1 березня — Джастін Бібер, канадський попспівак, автор пісень і актор.
- 13 березня — Іван Петряк, український футболіст, півзахисник донецького «Шахтаря».
- 14 березня — Енсел Елгорт, американський актор, музикант, DJ.
- 12 квітня — Сірша Ронан, ірландська та американська акторка.
- 9 травня — Дмитро Хльобас, український футболіст.
- 14 травня — Маркос Аоас Корреа, бразильський футболіст.
- 16 травня — Олег Псюк, український репер, засновник і фронтмен гурту «Kalush».
- 31 травня — Георгій Бущан, український футболіст, воротар «Динамо» та збірної України.
- 5 червня — Анна Неплях, українська модель.
- 18 червня — Вікторія Апанасенко, українська модель.
- 25 червня — Олександр Андрієвський, український футболіст, півзахисник київського «Динамо».
- 4 липня — Ассоль, українська співачка.
- 5 липня — Діана Гаркуша, українська модель.
- 18 серпня — Меделін Петш, американська акторка.
- 28 серпня — Бобі Андонов, австралійський співак.
- 31 серпня — Григорій Бакланов, український актор театру та кіно.
- 1 вересня — Дарина Зевіна, українська плавчиня.
- 8 вересня — Бруну Фернандеш, португальський футболіст.
- 12 вересня — Еліна Світоліна, українська тенісистка, бронзова призерка літніх Олімпійських ігор 2020.
- 18 вересня — Катерина Тишкевич, українська акторка.
- 27 вересня — Олександр Сваток, український футболіст, центральний захисник «Дніпра-1» та збірної України.
- 22 жовтня — Ганна Кошмал, українська акторка.
- 10 листопада — Юлія Журавок, українська біатлоністка.
- 14 листопада — Андріана Хасаншін, українська модель татарського походження.

## Померли
Дивись також: Категорія:Померли 1994, Список померлих 1994 року
- 5 січня — Вескляров Петро Юхимович, український актор і телеведучий, відомий як «Дід Панас».
- 8 січня — Белза Ігор Федорович, історик культури, музикознавець, композитор, педагог (* 1904).
- 7 лютого — Лютославський Вітольд, польський композитор.
- 9 лютого — Говард Мартин Темін, американський вірусолог, лауреат Нобелівської премії з фізіології і медицини 1975 року
- 9 березня — Буковскі Чарльз, американський письменник (*1920).
- 28 березня — Йонеско Ежен, французький драматург румунського походження (* 1909).
- 5 квітня — Кобейн Курт Дональд, американський рок-музикант («Nirvana»; (* 1967).
- 6 квітня — Габ'ярімана Жувеналь, президент Руанди.
- 22 квітня — Річард Ніксон, 37-й президент США, 36-й віцепрезидент США.
- 1 травня — Сенна да Сілва Айртон, бразильський автогонщик, триразовий чемпіон світу з автоперегонів у класі Формула-1.
- 18 травня — Бобир Андрій Матвійович, український музикант.
- 16 червня — Сабадиш Петро Євлампійович, український пейзажист, заслужений художник УРСР (* 1909).
- 17 червня — Аржанов Фелікс Григорович, російський організатор нафтогазового виробництва (* 1927).
- 8 липня — Крістіан Жак, французький кінорежисер.
- 2 серпня — Люсіль Спенн, американська співачка.
- 19 серпня — Лайнус Полінг, американський квантовий хімік і біохімік, двократний лауреат Нобелівської премії
- 14 вересня  — Йосиф Кладочний, український греко-католицький священик, близький друг Андрея Шептицького
- 1 листопада — Цітовський Юхим Григорович, учасник Другої світової війни.
- 7 листопада — Єва Будницька, українська поетеса.
- 11 листопада — Дікур Іван, канадський політичний діяч.
- 15 грудня — Кочур Григорій Порфирович, український перекладач, поет, літературознавець, громадський діяч, шістдесятник.
- Євгенія Пламеницька — українська архітекторка-реставраторка.
- Гриньох Іван Михайлович
- Давидофф Зіно
- Ольга Довженко
- Марія Зерова
- Івашко Володимир Антонович
- Йосипишин Петро
- Кудрицький Микола Іванович
- Купер Роман Петрович
- Лаврухін Микола Васильович
- Лисенко Юрій Семенович
- Ліндсі Андерсон
- Михайлюк Олексій Григорович
- Николин Богдан Іванович
- Нілссон Харрі
- Паїсій Святогорець
- Сова Андрій Корнійович
- Стебельський Богдан
- Страттон Джуліус
- Томенко Григорій Олексійович
- Федорченко Адольф Михайлович
- Щербатенко Юрій Володимирович
- Юрковський Віталій Станіславович
- Янчук Едуард Олександрович

## Нобелівська премія
- з фізики: Бертрам Брокхауз — «За створення нейтронної спектроскопії»; Шалл Кліффорд — «За створення методу нейтронної дифракції».
- з хімії: Джордж Ола — «За внесок в хімію карбокатіонів»
- з медицини та фізіології: Альфред Гілман та Мартін Родбелл — «За відкриття G-білків та ролі цих білків у передачі сигналу в клітині»
- з економіки: Джон Харсані, Джон Форбс Неш та Райнхард Зелтен — «За аналіз рівноваги в теорії некооперативних ігор»
- з літератури: Ое Кендзабуро
- Нобелівська премія миру: Ясір Арафат, Шимон Перес та Іцхак Рабін — «За зусилля з досягнення миру на Близькому Сході»

## Державна премія України в галузі науки і техніки1994
Список лауреатів див. Лауреати Державної премії України в галузі науки і техніки (1994).